# Antigonish (gedicht)
Antigonish is een gedicht uit 1899 van de Amerikaanse docent en dichter William Hughes Mearns. Het is ook bekend onder de titel "The Little Man Who Wasn't There". Het gedicht wordt veel gebruikt in films en tv-series.

## Inspiratie
Een bericht over een geest die rond zou dolen op de trappen van een spookhuis in Antigonish werd de inspiratie voor het gedicht. Mearns schreef het gedicht als onderdeel van het toneelstuk The Psycho-ed. Dit toneelstuk schreef hij in 1899 voor een groep studenten aan de Harvard Universiteit. In 1910 voerde Mearns het stuk op met een amateurtoneelgroep en op 27 maart 1922 werd het afgedrukt als een column in New York World. Mearns schreef vervolgens vele parodieën op zijn eigen gedicht, en gaf ze als algemene titel 'Later Antigonishes'.

## Tekst
Yesterday, upon the stair,
I met a man who wasn't there!
He wasn't there again today,
Oh how I wish he'd go away!
When I came home last night at three
The man was waiting there for me
But when I looked around the hall,
I couldn't see him there at all!
Go away, go away, don't you come back any more!
Go away, go away, and please don't slam the door ...
Last night I saw upon the stair,
A little man who wasn't there,
He wasn't there again today
Oh, how I wish he'd go away...

## Gebruik in andere media
In 1939 werd 'Antigonish' bewerkt als een populair lied getiteld "The Little Man Who Wasn't There", door Harold Adamson met muziek van Bernie Hanighen. 
In Father Brown seizoen 9 aflevering 9 "The Enigma of Antigonish" zorgt het gedicht voor een idee om een moord te plegen.  
David Bowie baseerde delen van de tekst van het nummer The man who sold the world op Antigonish.
In de film Velvet Goldmine draagt een kind in het openbaar vervoer het gedicht voor.